# Square Léon-Guillot
Le square Léon-Guillot est une voie du 15e arrondissement de Paris, en France.

## Situation et accès

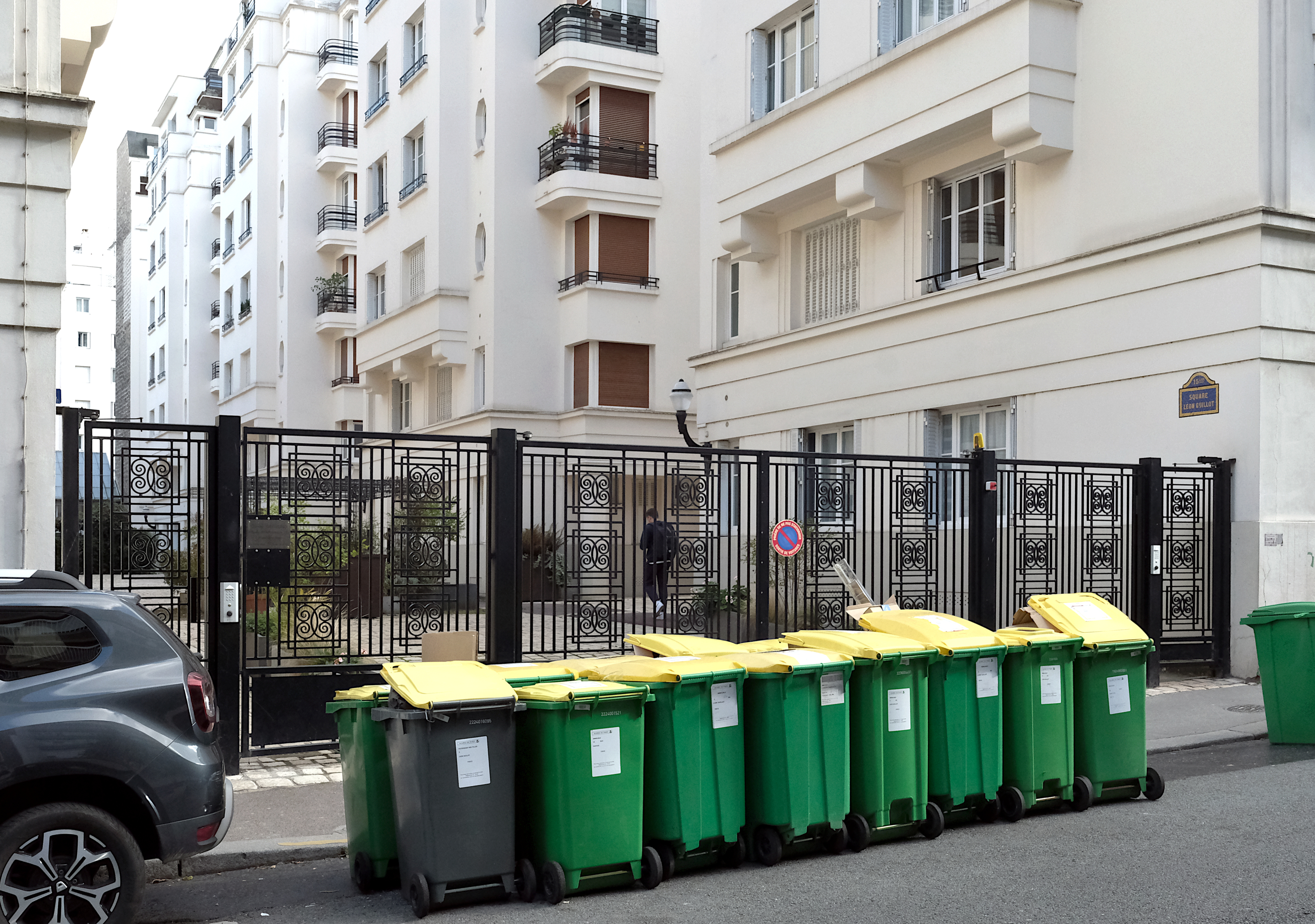
Le square Léon-Guillot en 2024.

Le square Léon-Guillot est une voie privée située dans le 15e arrondissement de Paris, dans le quartier Saint-Lambert. Il débute au 11, rue de Dantzig et se termine en impasse.
L'église Notre-Dame-de-la-Salette, la rue de la Convention et le parc Georges-Brassens sont localisés à proximité du square Léon-Guillot. Il est desservi par le métro à la station Convention (ligne 12) ainsi que par la ligne 3a du tramway d'Île-de-France, à la station Georges Brassens.

## Origine du nom

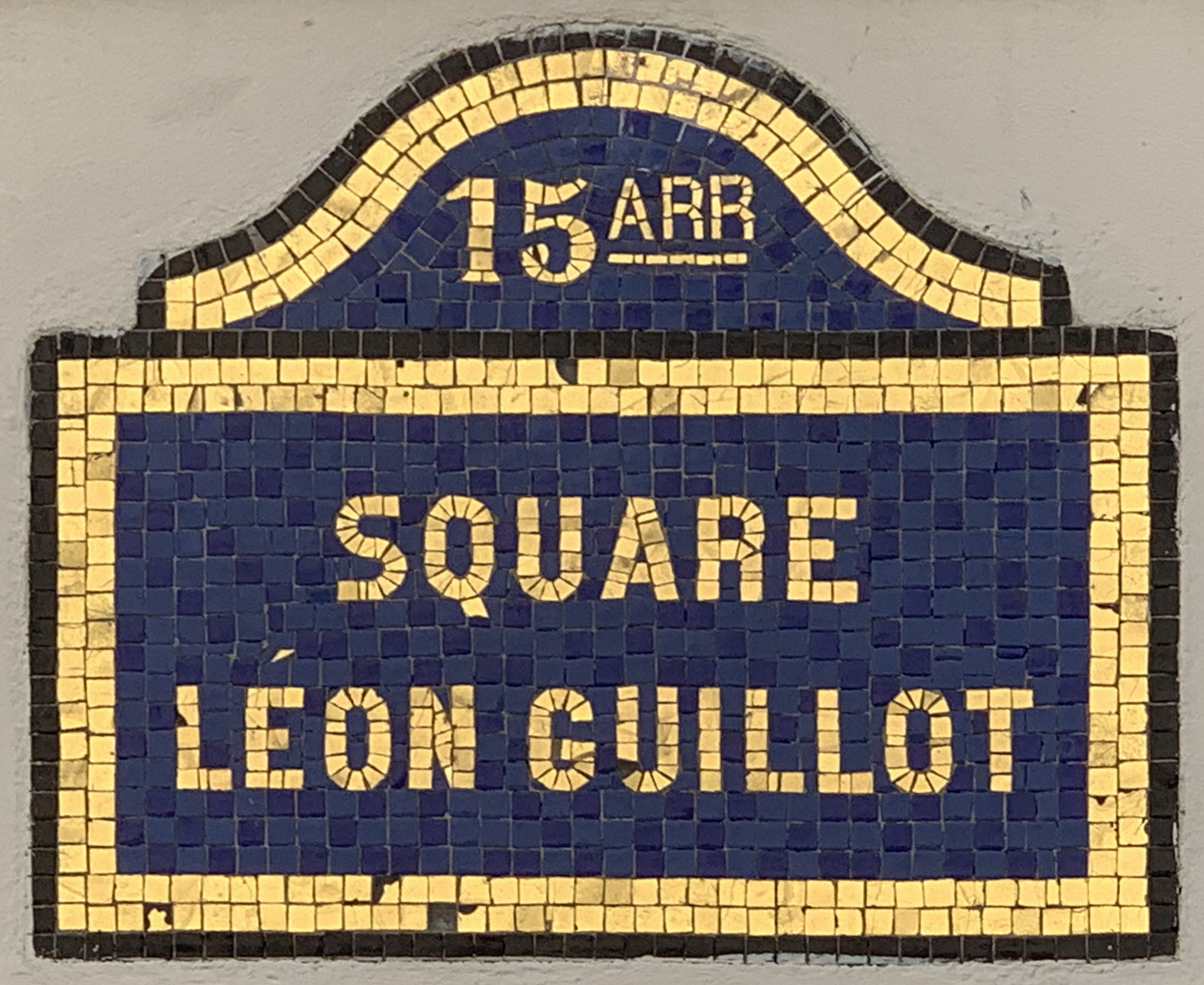
Plaque du square.

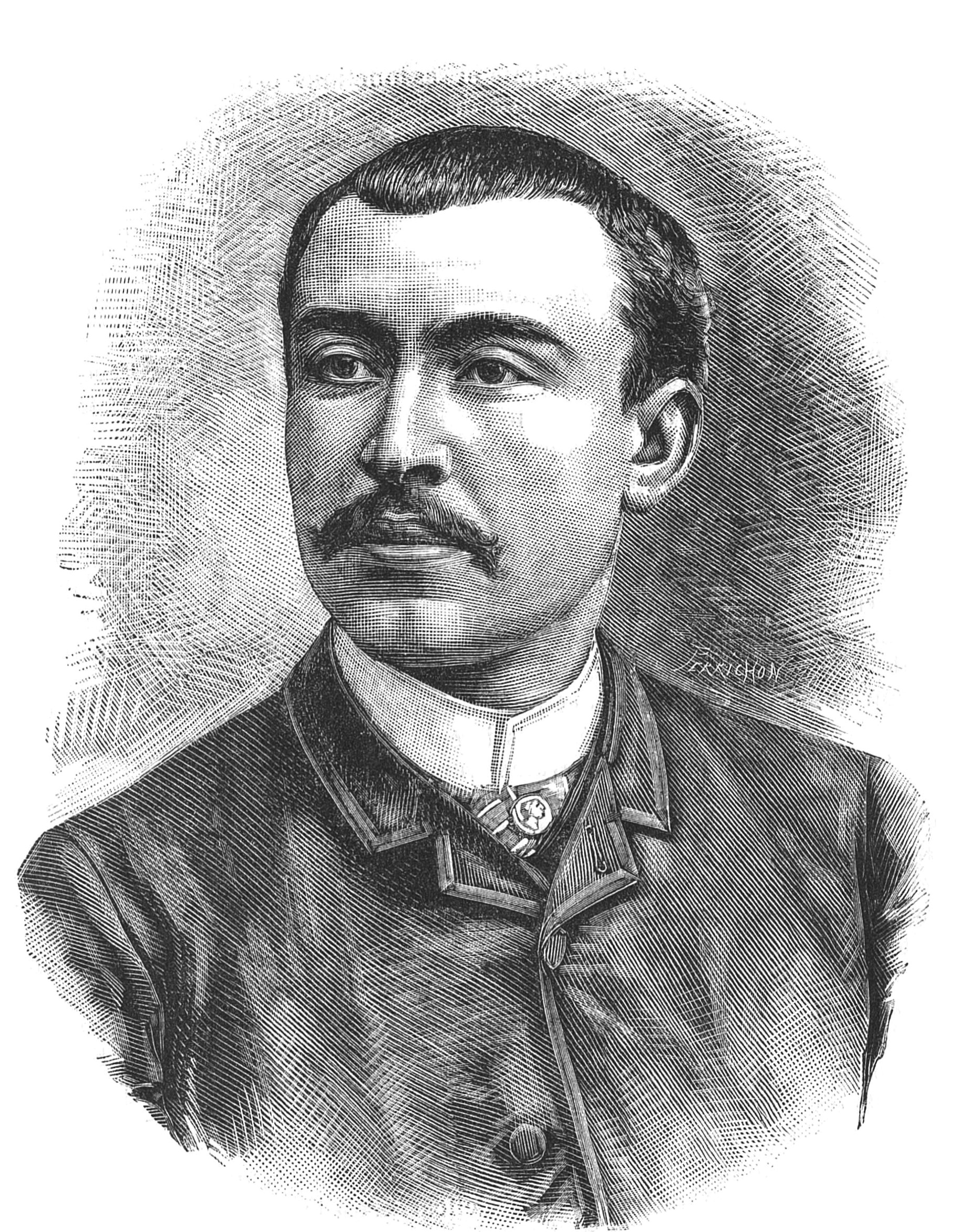
Léon Guillot.

Le square a été nommé en 1934 en l'honneur de Léon Guillot (1862-1913), dentiste et mutualiste, fondateur en 1891 de la société de retraites « La Boule de Neige » (qui donne naissance à « La France mutualiste » en 1925).

## Historique
La voie est ouverte par La France Mutualiste et prend sa dénomination actuelle en 1934. La France Mutualiste est toujours de nos jours propriétaire des immeubles de cette voie privée.